# Préambule de la Convention européenne des droits de l'homme
Le préambule de la Convention européenne des droits de l'homme est un article liminaire rappelant les inspirations et les buts de la Convention européenne du Conseil de l'Europe. 

## Stipulation
« Les gouvernements signataires, membres du Conseil de l'Europe,
Considérant la Déclaration universelle des droits de l'homme, proclamée par l'Assemblée générale des Nations unies le 10 décembre 1948;
Considérant que cette déclaration tend à assurer la reconnaissance et l'application universelles et effectives des droits qui y sont énoncés;
Considérant que le but du Conseil de l'Europe est de réaliser une union plus étroite entre ses membres, et que l'un des moyens d'atteindre ce but est la sauvegarde et le développement des droits de l'homme et des libertés fondamentales;
Réaffirmant leur profond attachement à ces libertés fondamentales qui constituent les assises mêmes de la justice et de la paix dans le monde et dont le maintien repose essentiellement sur un régime politique véritablement démocratique, d'une part, et, d'autre part, sur une conception commune et un commun respect des droits de l'homme dont ils se réclament;
Résolus, en tant que gouvernements d'États européens animés d'un même esprit et possédant un patrimoine commun d'idéal et de traditions politiques, de respect de la liberté et de prééminence du droit, à prendre les premières mesures propres à assurer la garantie collective de certains des droits énoncés dans la Déclaration universelle,
Affirmant qu’il incombe au premier chef aux Hautes Parties contractantes, conformément au principe de subsidiarité, de garantir le respect des droits et libertés définis dans la présente Convention et ses protocoles, et que, ce faisant, elles jouissent d’une marge d’appréciation, sous le contrôle de la Cour européenne des Droits de l’Homme instituée par la présente Convention,
Sont convenus de ce qui suit : »

— Préambule de la Convention européenne des droits de l'homme